# Холбонське міське поселення
Холбо́нське міське поселення (рос. Холбонское городское поселение) — міське поселення у складі Шилкинського району Забайкальського краю Росії.
Адміністративний центр — селище міського типу Холбон.

## Населення
Населення міського поселення становить 2750 осіб (2019; 3165 у 2010, 3396 у 2002).

## Склад
До складу міського поселення входять:
| Населений пункт              | Населення, осіб (2002) | Населення, осіб (2010) |
| ---------------------------- | ---------------------- | ---------------------- |
| Арбагар, село                | 744                    | 554                    |
| Холбон, селище міського типу | 2652                   | 2611                   |